# Giovanni Raffaele
Giovanni Raffaele (Naso, 24 giugno 1804 – Palermo, 5 ottobre 1882) è stato un medico e politico italiano.
Fu senatore del regno d'Italia dalla XIII legislatura e sindaco di Palermo tra il novembre 1878 e il settembre 1880.